# Esperanto
Esperánto je mednarodni planski pomožni sporazumevalni jezik. 26. julija 1887 je poljski okulist judovskega rodu L. L. Zamenhof objavil prvi učbenik esperanta (Unua Libro) in se podpisal s psevdonimom Dr. Esperanto (v prevodu "upajoči doktor"). Po njem je novi mednarodni jezik tudi dobil ime.
Esperanto naj bi omogočil vsem ljudem enakopravno in neposredno sporazumevanje ob hkratnem ohranjanju materinščine. Zato je bil esperanto ustvarjen z namenom, da bi bil kar najbolj logičen in zato tudi lahko učljiv. S 16 glavnimi slovničnimi pravili brez izjem se je tako s svojo praktičnostjo najbolj uveljavil med vsemi načrtovanimi jeziki. Esperanto ni samo sredstvo za komuniciranje, ampak predvsem način za promocijo miroljubnega sožitja različnih ljudi in kultur.  Veliko govorcev esperanta vidi esperanto kot alternativo naraščajoči uporabi angleščine po svetu.
L. L. Zamenhof si prvin esperanta ni izmislil. Iz indoevropskih jezikov je vzel besedne sestavine, ki se najpogosteje pojavljajo v teh jezikih ali imajo najbolj vsesplošen pomen. Esperanto domnevno govori 2 milijona ljudi po celem svetu. Za okoli 1000 - 2000 ljudi je esperanto materni jezik.
lernu! je najbolj priljubljena spletna stran za brezplačno učenje esperanta. Do oktobra 2018 je imela okoli 278.000 registriranih uporabnikov. Z okoli 243.000 članki je Wikipedija v esperantu 32. največja Wikipedija po številu člankov in je največja Wikipedija med planskimi jeziki. 22. februarja 2012 je Google Prevajalnik dodal esperanto kot svoj 64. jezik. 29. maja 2015 je Duolingo, brezplačna aplikacija za učenje tujih jezikov, izdal tečaj za učenje esperanta v angleškem jeziku. Do novembra 2017 ima tečaj že več kot 1,1 milijona uporabnikov, od tega okoli 30 uporabnikov zaključi tečaj vsak dan.  
Leta 2020 potekajo v Sloveniji tečaji esperanta v Izoli v Medgenaracijskem centru, na Osnovni šoli Antona Ukmarja v Kopru v obliki interesne dejavnosti, kjer preko angleščine z aplikacijo Duolingo in s tablicami učenci napredujejo v znanju angleščine, esperanta in tudi slovenščine. Tečaja esperanta sta tudi v Slovenj Gradcu in v Kranju. Do leta 2015 je potekal tudi lektorat esperanta v Ljubljani na Filozofski fakulteti, vendar so ga zaradi krčenja finančnih sredstev ukinili.
Poleti leta 2007 od 28. julija do 4. avgusta je potekal v Mariboru 7. kongres evropske esperantske unije. Na kongresu so prebrali in poslali pobudo slovenski vladi, da vključi jezik esperanto med 7 uradnih jezikov, ki jih Evropska unija uporablja pri svojem uradovanju v času predsedovanja Slovenije Evropski uniji. Vlada je odgovorila, da se bo glede uporabe jezikov držala dosedanje prakse, sam portal za informiranje pa je že v poizkusni fazi in ni možnosti za razširitev.

## Zgodovina
Esperanto je v poznih 70. letih 19. stoletja in v zgodnjih 80. letih 19. stoletja izumil poljski okulist judovskega rodu L. L. Zamenhof. Živel je v kraju Białystok, ki je bil tedaj del Ruskega cesarstva. Zamenhof je izumil esperanto, da bi kot je sam napisal "zmanjšali čas in trud, ki ga porabimo ko se učimo tuje jezike" in da bi "pospeševal bratstvo med ljudmi različnih jezikov". 
Zamenhof v pismu Nikolaju Borovku leta 1895 lepo opiše razmere Białystoku, ki so ga vodile, da je izumil mednarodni jezik esperanto:
"Mesto, kjer sem se rodil in preživel svoje otroštvo, je usmerilo vse moje bodoče borbe. V Byalistoku so bili prebivalci razdeljeni na štiri različne elemente: Ruse, Poljake, Nemce in Žide, od katerih je vsak govoril svoj jezik in videl v vseh ostalih sovražnike. V takem mestu občutljiva oseba bolj kot drugje zazna bedo, izhajajočo iz jezikovnih delitev in vidi, da so različni jeziki prva, oziroma najbolj vplivna podlaga za delitev človeške družine v skupine sovražnikov. Vzgojen sem bil kot idealist, naučen, da so ljudje bratje, medtem ko sem na ulici na vsakem koraku zaznaval, da tam ni ljudi, temveč samo Rusi, Poljaki, Nemci, Židi in tako naprej. To je vedno hudo mučilo moj mladi duh, pogosto se sicer ljudje lahko nasmehnejo taki otroški tesnobi glede stanja sveta. takrat sem mislil, da so odrasli vsemogočni, zato sem si pogosto rekel, da bom, ko odrastem, uničil to zlo."
— L. L. Zamenhof, v pismu Nikolaju Borovku, okoli leta. 1895
L. L. Zamenhof je v prvem učbeniku esperanta (Unua Libro) navedel tri cilje mednarodnega jezika esperanto:
1. Jezik mora biti zelo lahak, da bi se ga lahko naučil tako vsakdo, tako rekoč igraje.
2. Vsakdo, ki bi se naučil tega jezika, bi moral biti zmožen, da ga pri priči uporabi ob stikih z drugimi narodnostmi, povsem neodvisno od tega, koliko bi svet ta jezik že priznaval, ali bi imel številne privržence ali sploh nobenih – to pomeni, da bi jezik lahko služil kot sredstvo za mednarodne stike zaradi svoje posebne gradnje že od vsega začetka.
3. Najti sredstvo, s katerim bi premagali ravnodušnost sveta in navdušiti ta isti svet za ta jezik takoj in en masse, da bi ga takoj začel rabiti v smislu živega jezika, ne pa, da bi se zadovoljil le z rabo ključa v rokah ali zgolj v izjemnih primerih.[25]

Po približno desetih letih razvoja jezika, ki jih je Zamenhof preživel tako, da je v esperanto prevajal literaturo, v esperantu pisal izvirno prozo in poezijo, je v Varšavi 26. julija 1887 izdal prvi učbenik esperanta (Unua Libro).
Število govorcev esperanta je hitro naraščalo v naslednjih nekaj desetletji, sprva predvsem v Ruskem cesarstvu in v srednji Evropi, nato pa tudi v drugih delih Evrope, Ameriki, na Kitajskem in Japonskem. V zgodnjih letih so bili govorci esperanta v stiku predvsem preko korespondence in publikacij, toda leta 1905 je potekal prvi svetovni kongres govorcev esperanta v Boulogne-sur-Mer, Francija. Od takrat so se svetovni kongresi govorcev esperanta potekali v različnih državah vsako leto, razen med obema svetovnima vojnama. Po drugi svetovni vojni se je svetovnih kongresov govorcev esperanta udeležilo povprečno do 2 000 ljudi do 6 000 ljudi.
Zamenhofovo ime za jezik je bilo preprosto Internacia Lingvo ("Mednarodni jezik"). 

## Jezikovne značilnosti

### Abeceda
Esperanto uporablja prirejeno obliko latinice, v kateri je črkam latinske abecede dodano šest črk z razločevalnimi znamenji: ĉ, ĝ, ĥ, ĵ, ŝ (c, g, h, j, in s s strešico oz. cirkumfleksom) ter ŭ (u s polkrožcem oz. brevisom), ni pa latiničnih črk q, x, in y. 
V esperantu velja pravilo: piši kot govoriš. Besedilo v esperantu torej beremo tako, kot je napisano, saj je vsaka črka tudi samostojen fonem.
Esperantska abeceda ima torej naslednje znake: 
a b c ĉ d e f g ĝ h ĥ i j ĵ k l m n o p r s ŝ t u ŭ v z
Esperanto ima 28 glasov, pet samoglasnikov (a, e, i, o, u), polsamoglasnik ŭ (samo v zlogih aŭ, eŭ, oŭ) in 22 soglasnikov.  
Naglas je vedno na predzadnjem zlogu besede, npr. A-mo, ra-DI-o, te-le-FO-no, po-li-TI-ko. Enozložne besede nimajo naglasa. V povedi so lahko poudarjene, npr.: Mi parolas ne al VI, sed al ŜI.

### Slovnica
Esperanto je bil ustvarjen na podlagi besedišča indoevropskih jezikov, vendar je bil sestavljen tako, da bi se ga bilo čim bolj preprosto naučiti. Ima popolnoma pravilno slovnico in dovoljuje ustvarjanje velikega števila besed s pomočjo sestavljanja leksikalnih korenov in približno štiridesetih afiksov. Iz korena san- (zdrav) lahko denimo ustvarimo besede, kot so: malsana (bolan), malsanulo (bolnik), malsanulejo (bolnica), sanigilo (zdravilo), saniĝinto (oseba, ki je ozdravljena bolezni), sanigejo (kraj za zdravljenje), malsaneto (mala bolezen), malsanego (ekstremna bolezen), malsanegulo (zelo bolna oseba), sanstato (stanje zdravja), sansento (občutek zdravja), sanlimo (meja zdravja), malsankaŭzanto (patogen), kontraŭmalsanterapio (terapija proti bolezni), ...
Glavne besedne vrste (samostalniki, glagoli, pridevniki in prislovi) imajo vedno enake končnice, ki pričajo o njihovi vrsti. 
Vsi samostalniki se končajo na -o (domo: hiša; hundo: pes). 
Za tvorbo množine je potrebno na konec besede dodati črko -j (domoj: hiši, hiše; hundoj: psa, psi). Dvojine esperanto nima.
Vsi pridevniki se končajo na -a (bela: lep, lepa, lepo). 
Nedoločnik se konča na -i (legi: brati)  
Končnica za sedanjik je -as, za preteklik -is in za prihodnjik -os. (mi legas: jaz berem; mi legis: jaz sem bral; mi legos: jaz bom bral) Nepravilnih glagolov esperanto nima.
Velelniki se končajo na črko -u (legu!: beri!)
Esperanto ima samo dva sklona: imenovalnik in tožilnik. To nam dovoljuje, da poljubno spreminjamo besedni red v povedi ne da bi spremenili pomena. Razmerje med osebkom in predmetom je urejeno večinoma s pomočjo predlogov, ki se vežejo z imenovalnikom. Besedni red je precej prožen, najpogostejši pa je SVO (= osebek-povedek-predmet), naslednja najbolj običajna zaporednost pa je OSV (= predmet-osebek-povedek).

## Uradna raba esperanta
Esperanto ni uradni jezik nobene uradno priznane države na svetu. V začetku 20. stoletja so bili načrti, da bi Nevtralni Moresnet postal prva država, kjer bi bil esperanto uradni jezik. Otok vrtnic je bila prva samorazglašena mikro država na umetni ploščadi v jadranskem morju nasproti Riminija, ki je leta 1968 uporabljala esperanto kot uradni jezik.
Kitajska vlada od leta 2001 uporablja esperanto na svojem spletnem dnevniku china.org.cn. Kitajska vlada prav tako oddaja v esperantu na radijski postaji China Radio International in izdaja spletni časopis El Popola Ĉinio.
Radio Vatikan prav tako oddaja v esperantu in ima spletno stran tudi v esperantu.
Esperanto je delovni jezik veliko neprofitnih mednarodnih organizacij na primer Sennacieca Asocio Tutmonda, levo usmerjena politična in kulturna organizacija ali Education@Internet, ki se je razvila iz esperantske organizacije.
Največja organizacija je Svetovna esperantska organizacija Na pobudo šestnajstih milijonov ljudi, ki so podpisali peticijo Organizaciji združenih narodov, v kateri se zavzemajo za pouk esperanta v šolah po vsem svetu, v prepričanju, da bi se s tem omogočilo boljše sporazumevanje med narodi in da bi se z medsebojnim spoznavanjem utrdil mir na svetu, je bila na generalnem zasedanju Unesca, decembra 1954 v Montevideu, soglasno sprejeta resolucija, v kateri ta najvišja organizacija za kulturo, znanost in prosveto priznava zasluge esperanta v kulturni izmenjavi v svetu. Na istem zasedanju je bila Svetovna esperantska organizacija (Universala Esperanto - Asocio) sprejeta med posvetovalne člane Unesca.
Esperanto je tudi prvi jezik poučevanja na eni univerzi, in sicer na Mednarodni akademiji znanosti v San Marinu.

## Preprosti stavki
V tabeli je napisanih nekaj uporabnih esperantskih besed in stavkov:  
| Slovenščina              | Esperanto                        |
| ------------------------ | -------------------------------- |
| Zdravo                   | Saluton                          |
| Da/Ja                    | Jes                              |
| Ne                       | Ne                               |
| Dobro jutro              | Bonan matenon                    |
| Dober večer              | Bonan vesperon                   |
| Lahko noč                | Bonan nokton                     |
| Nasvidenje               | Ĝis (la) revido                  |
| Kako ti je ime?          | Kio estas via nomo?              |
| Moje ime je Marko        | Mia nomo estas Marko             |
| Kako si?                 | Kiel vi fartas?                  |
| Jaz sem dobro            | Mi fartas bone                   |
| Ali govoriš esperanto?   | Ĉu vi parolas Esperanton?        |
| Ne razumem te            | Mi ne komprenas vin              |
| Dobro                    | Bone                             |
| Prav                     | Bone                             |
| Hvala                    | Dankon                           |
| Ni za kaj                | Ne dankinde                      |
| Prosim                   | Bonvolu                          |
| Oprosti mi               | Pardonu min                      |
| Na zdravje!              | Sanon!                           |
| Čestitke                 | Gratulon                         |
| Jaz te imam rad          | Mi amas vin                      |
| Eno pivo prosim          | Unu bieron, mi petas             |
| Kje je stranišče?        | Kie estas necesejo?              |
| Kaj je to?               | Kio estas tio?                   |
| To je pes                | Tio estas hundo                  |
| Mi se bomo ljubili       | Ni amos unu la alian.            |
| Mir!                     | Pacon!                           |
| Sem začetnik esperanta   | Mi estas komencanto de Esperanto |
| Nimam časa               | Mi ne havas tempon               |
| Jutri bo snežilo         | Morgaŭ neĝos                     |
| Slovenija je lepa država | Slovenio estas bela lando        |

## Primer besedila v esperantu

### Povest o lačni lisici in vrani
Lačna lisica išče hrano.
- Malsata vulpo serĉas nutraĵon.

Gre na dvorišče, kjer so piščanci, toda piščanci so v kletki.
- Ĝi eniras en korton, kie estas kokidoj, sed kokidoj estas en la kaĝo.

Trudi se splaziti skozi odprtine, toda premajhne so.
- Ĝi penas trarampi tra malfermaĵoj, sed ili estas tro malgrandaj.

Nenadoma lisica zavoha sir.
- Subite la vulpo ekflaras fromaĝon.

Sledi vonju s svojim nosom in zagleda, da je velik črn vran priletel na dvorišče ter s svojim kljunom vzel kos sira iz podganolovke, ki stoji poleg kletke.
- Ĝi sekvas la odoron per sia nazo kaj ekvidas, ke granda nigra korvo ekflugis en la korton kaj ekkaptis per sia beko pecon da fromaĝo el la ratkaptilo, kiu staras apud la kaĝo.

Vran tedaj hitro odleti in sede na vejo bližnjega drevesa,
- La korvo tiam rapide forflugas kaj sidiĝas sur branĉon de apuda arbo.

Lisica se približuje drevesu in reče: »Oh kako lepo perje te krasi in tvoje oči sijejo kakor zvezde!«
- La vulpo alproksimiĝas al la arbo kaj diras: »Ho, kiel belaj plumoj ornamas vin kaj viaj okuloj brilas kiel steloj.«

Lisica nadaljuje: »Ti si najlepša ptica, ki sem jo kdaj videla.«
- La vulpo daŭrigas: »Vi estas la plej bela birdo, kiun mi iam vidis.«

»Slišala sem, da tudi poješ zelo lepo. Zapoj mi torej pesmico!«
- »Mi aŭdis, ke vi ankaŭ kantas tre bele, ekkantu do por mi kanteton!«

Nečimrn vran je odprl kljun, da bi zapel, a sir je padel iz njegovega kljuna v lisičji gobec.
- La vanta korvo malfermis la bekon por ekkanti kaj la fromaĝo elfalis el ĝia beko kaj falis en la buŝon de la vulpo.